# 42-й спеціальний моторизований полк міліції ВВ (СРСР)
42-й спеціальний моторизований полк міліції (42 СМПМ, в/ч 5441) — з'єднання Внутрішніх військ МВС СРСР, що існувало у 1966—1992 роках. Місце дислокації — м.Одеса.
Після розпаду СРСР у 1992 році на базі полку було сформовано 7-й полк НГУ (в/ч 4170).

## Історія
30 вересня 1966 року по вулиці Промисловій, 22 в місті Одеса у відповідності до рішення уряду СРСР почали формувати спеціальний моторизований батальйон міліції (в/ч 5441). 20 січня 1967 року частина була сформована повністю і з 18 лютого особовий склад приступив до самостійного несення служби в 6 районах міста.
У серпні 1970 року особовий склад частини брав участь в забезпечені карантинних заходів під час епідемій холери в Одесі. Воїни-правоохоронці забезпечили охорону інфекційної лікарні та об'єктів обсервації.
Знаменним і пам'ятним став для частини 1980 рік — проведення XXII Олімпійських ігор в Москві, де особовий склад частини взяв участь в охороні громадського порядку. За підсумками несення служби частина посіла 2-ге місце серед 56 частин, які забезпечували правопорядок, більш ніж 80 % особового складу було нагороджено нагрудними знаками «За відзнаку в службі» І та II ступенів.
Військовослужбовці частини забезпечували безпеку під час проведення Олімпіади–80 та Всесвітнього фестивалю молоді та студентів у 1985 року в Москві, ліквідації наслідків Спітакського землетрусу 1988 року у Вірменії, охороняли громадський порядок в Абхазії під час національного конфлікту в республіці. Пройшли випробування Афганістаном та Чорнобилем.
Наказом командувача НГУ від 2 січня 1992 року на базі 42 СМПМ Внутрішніх військ МВС СРСР сформовано 7-й полк НГУ (в/ч 4170), який увійшов до складу 3-ї Південної дивізії.